# مسجد عتیق (تربت جام)
مسجد عتیق تربت جام یکی از مساجد تاریخی و کهن شهر تربت جام در استان خراسان رضوی است. نمازگزاران این مسجد، مسلمانان اهل سنت هستند و این مکان، محل برگزاری نماز جمعه اهل سنت تربت جام نیز به‌شمار می‌آید.
این مسجد به‌صورت مسجد جامع و به سبک شبستانی گنبددار ساخته شده و شامل پنج رواق است که رواق‌های محوری آن، از رواق‌های جانبی عریض‌تر هستند. در مرکز بنا، گنبدی بر روی چهار تویزه قرار داشته که در دوره‌ای بعدی تخریب شده‌است. ابعاد کلی مسجد برابر با ۱۹ × ۲۵/۵۰ متر است. گچ‌بری‌ها، نقش‌اندازی آجری بر بدنهٔ گچی، و نوع کاشی‌کاری بنا، از نظر سبک‌شناسی متعلق به قرن هشتم هجری هستند. بر اساس مطالعات تطبیقی، نمونه‌های مشابه آن را می‌توان در بناهایی همچون بسطام (۶۹۲ هـ.ق.)، سلطانیه (۶۸۴ هـ.ق.) و اشترجان (۶۸۷ هـ.ق.) مشاهده کرد.
بانی این مسجد را رضی‌الدین احمد متولی جامی دانسته‌اند و تاریخ ساخت آن را سال ۷۲۰ هجری قمری ذکر کرده‌اند.
ایوان مسجد با ارتفاعی نزدیک به ۳۰ متر، در مقابل گنبد قرار گرفته و با قوس هشت‌بخشی و سقف نیم‌گنبدی کاربندی‌شده طراحی شده‌است. در دو سوی این ایوان، مسجد کرمانی و مسجد گنبد سفید قرار دارند که از درون ایوان، از طریق دو درگاه به آن‌ها راه می‌یابد. در بالای ایوان، دو گلدستهٔ شش‌ضلعی کوتاه قرار گرفته‌اند که ساخت آن‌ها را به شخصی به نام شیخ اسماعیل خان مستوفی‌الممالک، مستوفی کل کابل و قندهار در دوران نادرشاه، نسبت می‌دهند.
در تزیینات ایوان، از کاشی‌کاری و گچ‌بری بهره گرفته شده‌است. در این ایوان، دو نوع کاشی‌کاری متعلق به دو دورهٔ تاریخی به‌کار رفته است:
1. کاشی‌های فیروزه‌ای شش‌گوش منقوش با نقوش گل‌وبَرگ و ستارهٔ شش‌پَر، به رنگ‌های سیاه، لاجوردی و فیروزه‌ای بر زمینهٔ سفید، به‌همراه کاشی‌های کوچک مثلثی‌شکل که با نقوش اسلیمی به رنگ سیاه تزئین شده‌اند و در چهارگوشهٔ کاشی‌های بزرگ‌تر جای گرفته‌اند.
2. کاشی‌کاری معرق دورهٔ صفوی (سال ۱۰۲۲ هـ.ق.) که سطح ایوان را از پیشانی و اسپر تا زیر قوس با نقوش هندسی، حیوانی، گیاهی و کتیبه‌های ثلث به رنگ‌های متنوعی چون سفید، سیاه، آبی، فیروزه‌ای، لاجوردی، سبز روشن، قهوه‌ای روشن، قهوه‌ای تیره و زرد پوشانده است.

همچنین، از گچ‌بری‌های تزئینی در بخش‌هایی از ایوان استفاده شده که از نظر تاریخی، متعلق به دوره‌های مختلف هستند.
بانی نهایی ایوان، شمس‌الدین مطهر بن شهاب‌الدین اسماعیل بن قطب‌الدین محمد بن شمس‌الدین مطهر بن احمد بن جامی بوده‌است که پیش از اتمام بنا درگذشت و فرزندش غیاث‌الدین بن مطهر کار او را به پایان رساند. با این حال، به نظر می‌رسد نقشهٔ اصلی بنا هرگز به‌طور کامل اجرا نشده‌است.
بر پایه منابع تاریخی، ساخت ایوان در سال ۷۲۰ هـ.ق. پایان یافته و در دورهٔ معزالدین تغییراتی در آن ایجاد شده‌است. کاشی‌کاری معرق فعلی بنا در سال ۱۰۲۲ هـ.ق.، در زمان شاه عباس صفوی انجام شده‌است.

## منبع
- روزنه جام
- وفاق